# Austin Ant

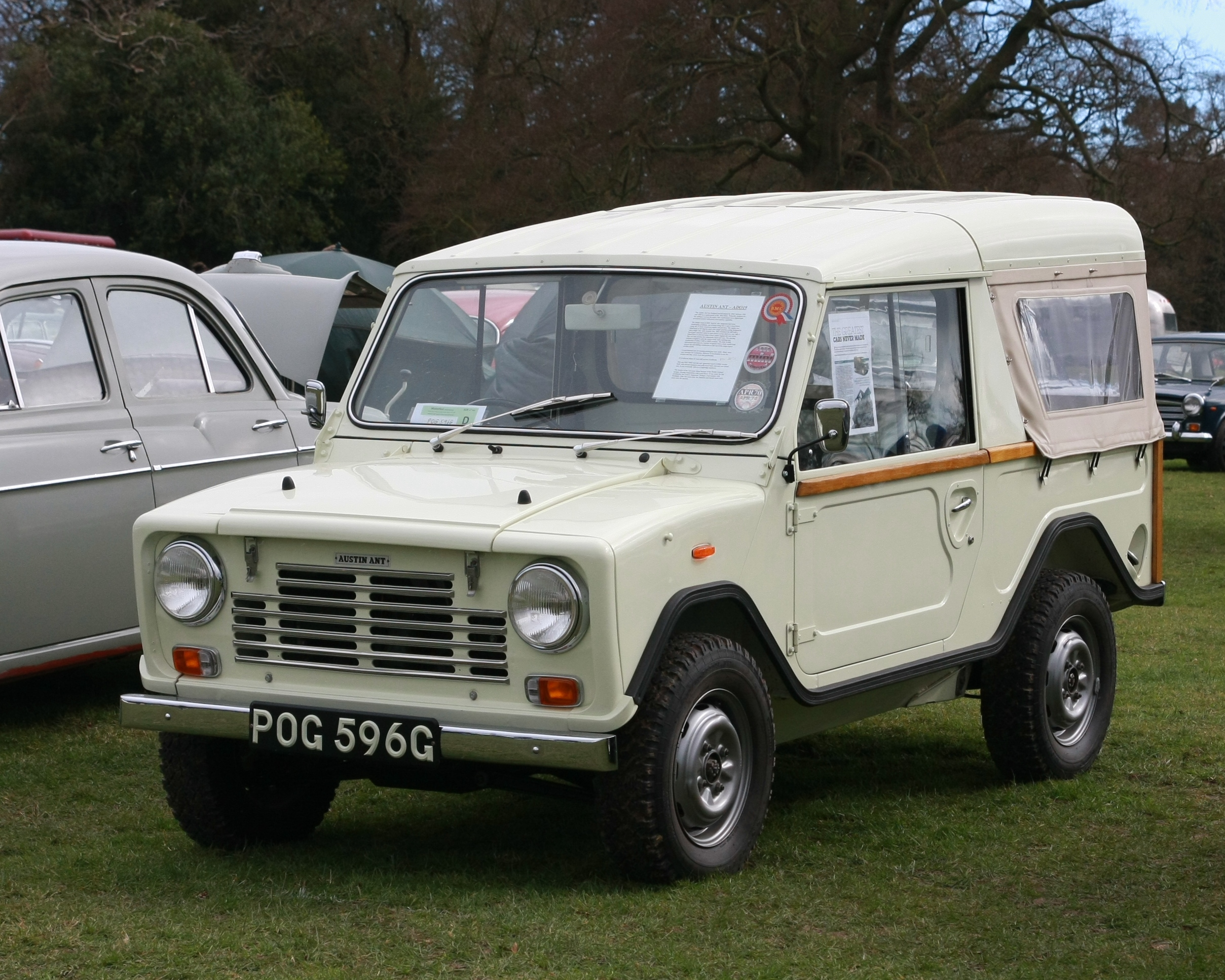

Der Austin Ant (auch: BMC ADO19) war ein kleines Fahrzeug mit Allradantrieb, das von Sir Alec Issigonis für den britischen Automobilhersteller BMC entworfen wurde. Der Ant wird allgemein als Militärfahrzeug angesehen, aber einige Quellen deuten darauf hin, dass er auch für den zivilen Einsatz konstruiert worden sei. Der Ant wurde konzipiert, nachdem der ebenfalls von Issigonis konstruierten Mini Moke als Militärfahrzeug von der britischen Armee abgelehnt worden war.
Das Projekt Ant wurde 1968 beendet, bevor die Serienproduktion anlief. Dies war in der Zeit, als BMC und British Leyland zur BLMC fusionierten. Nach der Fusion sollten sich die Modellpaletten der einzelnen Hersteller nicht noch weiter überlappen und der Ant hätte den gleichen Markt wie der Land Rover bedient.
Der Ant hatte einen BMC-A-Motor quer und leicht nach hinten geneigt eingebaut, damit ausreichend Bodenfreiheit und Federweg vorhanden war. Wie beim Mini und dem BMC ADO16 war der Kühler seitlich und das Getriebe mit zusätzlicher Untersetzung im Ölsumpf des Motors untergebracht. Dahinter saß das Verteilergetriebe für den Allradantrieb. Eine Kardanwelle leitete einen Teil der Motorleistung zur Hinterachse. Das gleiche Konstruktionsprinzip  wurde 30 Jahre später mit einem Rover-K-Motor beim Land Rover Freelander angewandt. Die Räder waren einzeln aufgehängt und mit Torsionsstäben gefedert: Doppelquerlenker führten die Vorderräder, hinten gab es parallele Schwingen. Die Lenkung arbeitete mit Ritzel und Zahnstange.